# 公立学校共済組合関東中央病院
公立学校共済組合関東中央病院（こうりつがっこうきょうさいくみあいかんとうちゅうおうびょういん）は、東京都世田谷区上用賀にある医療機関。病床数383床を持つ公立学校共済組合設置の病院である。
2008年4月より産婦人科の入院治療を中止している。
2024年10月9日時点、世田谷区選挙管理委員会より、不在者投票のできる施設の一つとして指定されている。

## 沿革
- 1953年(昭和28年) 8月1日 前身の世田谷三楽病院が開設。
- 1956年(昭和31年) 関東中央病院に改称。

## 診療科
- 総合内科
- 呼吸器内科
- 循環器内科
- 肝胆膵内科
- 消化管内科
- 糖尿病・内分泌内科
- 脳神経内科
- 腎臓内科
- 精神科
- メンタルヘルス科
- 小児科
- 消化器外科・一般外科
- 呼吸器外科・甲状腺外科
- 乳腺外科
- 心臓血管外科
- 整形外科・リハビリテーション科
- 形成外科
- 脳神経外科
- 産婦人科（婦人科のみ）
- 眼科
- 皮膚科
- 泌尿器科
- 耳鼻咽喉科
- 放射線科
- 麻酔科
- 病理診断科
- 健康管理科

## 保険事項
- 保険医療機関
- 労災保険指定医療機関
- 更生医療指定医療機関
- 精神通院医療指定医療機関
- 身体障害者福祉法指定医の配置されている医療機関
- 精神保健指定医の配置されている医療機関
- 生活保護法指定医療機関
- 戦傷病者特別援護法指定医療機関
- 原子爆弾被害者医療指定医療機関
- 公害医療機関
- 臨床研修指定病院

## 指定機能
- 救急告示医療機関
- 東京都災害拠点病院
- 東京都がん診療連携協力病院
- 地域医療支援病院

## 交通機関
- 東急バス用21・用22「関東中央病院」下車 徒歩0分
- 東急バス等12・用06・渋24「関東中央病院前」下車 徒歩1分
- 小田急バス渋24・渋26「関東中央病院前」下車 徒歩1分
- 小田急小田原線千歳船橋駅 徒歩22分(約1.5km)
- 東急田園都市線用賀駅 徒歩22分(約1.6km)
- 小田急線祖師ヶ谷大蔵駅 徒歩28分(約2.2km)

## 関連施設
- 公立学校共済組合東北中央病院
- 公立学校共済組合東海中央病院
- 公立学校共済組合北陸中央病院
- 公立学校共済組合近畿中央病院
- 公立学校共済組合中国中央病院
- 公立学校共済組合四国中央病院
- 公立学校共済組合九州中央病院